# Eurysthea rotundicollis
Eurysthea rotundicollis là một loài bọ cánh cứng trong họ Cerambycidae.